# Star Trek V: Ultima frontieră
Star Trek V: Ultima frontieră (Star Trek V: The Final Frontier) este un film științifico-fantastic din 1989 realizat de Paramount Pictures. Este al cincilea film din seria de filme artistice Star Trek.
A câștigat Zmeura de Aur pentru cel mai prost film al anului 1989.

## Povestea
Echipajul noii nave USS Enterprise (NCC-1701-A) se bucură de concediu lor. În Parcul Național Yosemite, James T. Kirk, recent retrogradat înapoi la gradul de căpitan după evenimentele din cele două filme anterioare, se află la camping cu Spock și Dr. Leonard McCoy. Concediul lor este întrerupt când Enterprise primește ordin de la Comandamentul Flotei Stelare de a salva ostaticii umani, klingonieni și romulani de pe planeta Nimbus III (supranumită Planeta Păcii Galactice). Aflând care este misiunea lui Enterprise, căpitanul klingonian Klaa decide să-l urmărească pe Kirk pentru gloria sa personală.
Pe Nimbus III, echipajul Enterprise descoperă că renegatul vulcanian Sybok, fratele vitreg al lui Spock, se află în spatele crizei cu ostatici. Sybok dezvăluie că totul a fost un plan de a atrage o navă spațială spre Nimbus III cu care să ajungă pe planeta mitologică Sha Ka Ree, locul unde a început creația în mitologia vulcaniană; planeta se află în spatele unei bariere aparent impenetrabile, aproape de centrul galaxiei. Sybok folosește capacitatea sa unică de a dezvălui și de a vindeca durerea interioară cea mai mare a unei persoane pentru a submina voința ostaticilor și a membrilor echipajului. Numai Spock și Kirk se dovedesc a fi rezistenți față de Sybok; Spock este nemulțumit de experiență și Kirk refuză oferta acestuia, spunându-i că durerea este cea care îl definește ca om. Sybok declară fără echivoc un armistițiu cu Kirk, realizând că are nevoie de experiența sa de conducere pentru a naviga cu Enterprise către Sha Ka Ree.
Enterprise trece cu succes bariera, fiind urmărită de nava lui Klaa și descoperă o singură planetă albastră. Sybok, Kirk, Spock și McCoy călătoresc la suprafață, unde Sybok invocă viziunea lui percepută despre Dumnezeu. O entitate apare și, când i se spune cum Sybok a trecut de barieră, cere ca nava să fie adusă mai aproape de planetă. Când un Kirk sceptic o întreabă: "De ce are nevoie Dumnezeu de o navă spațială?", entitatea îl atacă pentru a se răzbuna. Ceilalți se îndoiesc de un zeu care ar face rău oamenilor din plăcere.
Realizând nebunia sa, Sybok se sacrifică pe sine într-un efort de a lupta împotriva creaturii și de a le permite celorlalți să scape. Având intenția de a opri ființa, Kirk ordonă lui Enterprise să tragă o torpilă fotonică, dar cu efecte reduse. Spock și McCoy se reîntorc pe navă, dar nava lui Klaa atacă Enterprise înainte ca Kirk să poată fi transportat la bord. Entitatea răzbunătoare reapare și încearcă să-l omoare pe Kirk, dar nava lui Klaa apare și o distruge cu o salvă de foc. Kirk este teleportat la bordul navei klingoniene, unde Spock și Generalul klingonian Korrd îl forțează pe Klaa să renunțe la planurile sale. Echipajele celor două nave sărbătoresc o nouă destindere între Federație și Imperiu, iar Kirk, Spock și McCoy își reiau vacanța lor din Yosemite.

## Distribuție
- William Shatner - căpitanul James Tiberius Kirk
- Leonard Nimoy - căpitanul Spock
- DeForest Kelley - medicul Leonard McCoy
- James Doohan - comandorul Montgomery Scott
- Walter Koenig - comandorul Pavel Chekov
- George Takei - comandorul Hikaru Sulu
- Nichelle Nichols - comandorul Nyota Uhura
- Laurence Luckinbill - Sybok
- David Warner - St. John Talbot